# Médaille de bronze

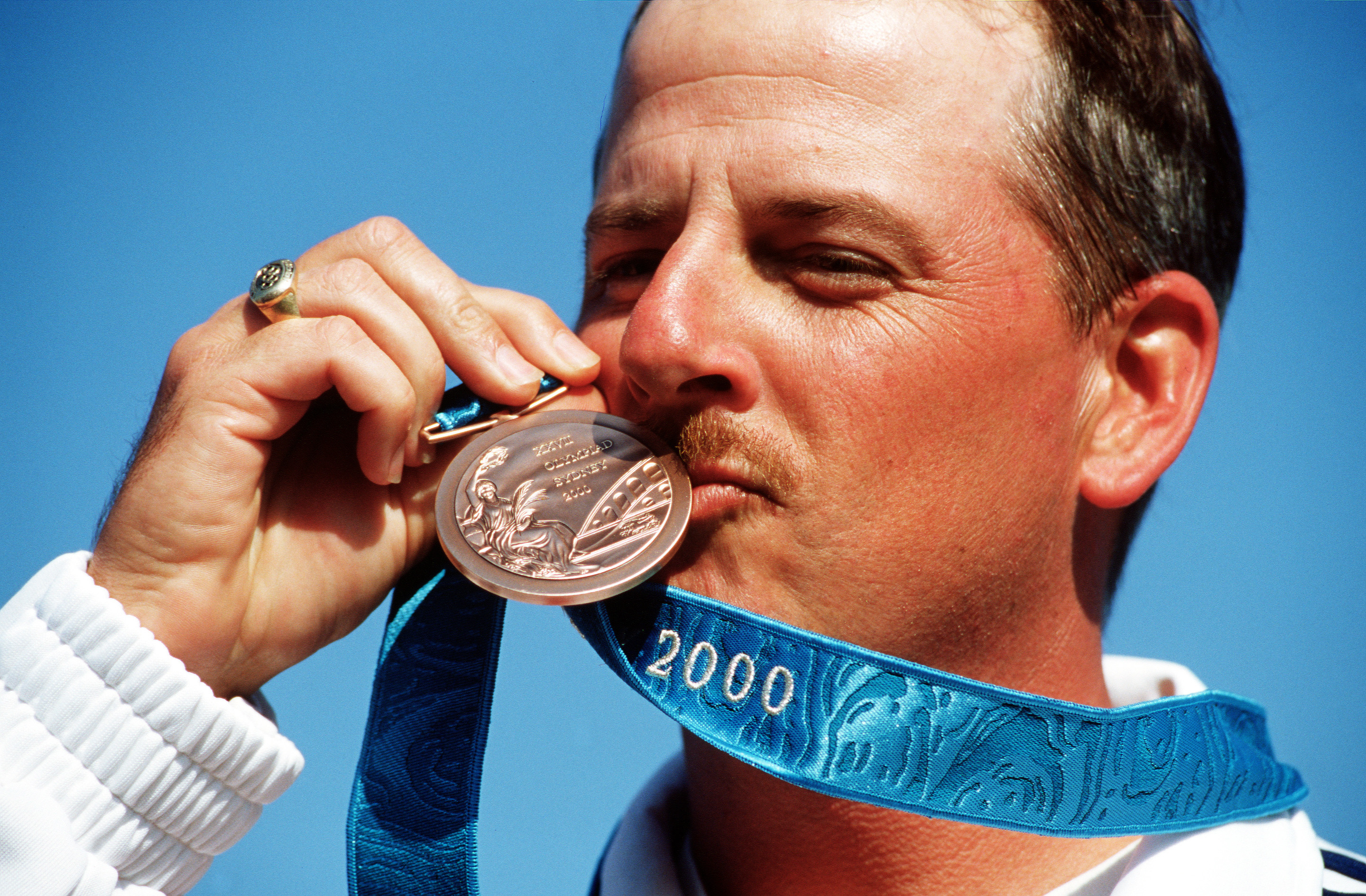
Une médaille de bronze autour du cou du tireur James Todd Graves.

Une médaille de bronze est une récompense attribuée aux sportifs qui obtiennent la troisième place dans certaines grandes compétitions. Le récipiendaire est appelé « médaillé de bronze ».
Dans les tournois à simple élimination, la médaille de bronze est décernée au vainqueur de la petite finale, qui oppose les perdants de la demi-finale.

## Les doubles médailles de bronze en sport de combat
Tous les sports de combat ont une particularité : dans chaque catégorie, il y a deux médailles de bronze distribuées. Ce système est assez ancien, depuis les premiers championnats des sports concernés, sauf pour la lutte, qui changea de format dans les années 2000.
Pour la lutte, le judo, le karaté et le taekwondo, cela est directement lié au système de repêchage. Il se déroule en deux tours. Dans le premier, les athlètes ayant perdu en huitième et quart de finale contre l'un des finalistes s'affrontent. Les vainqueurs de ces matchs affrontent les demi-finalistes perdants. Il y a ainsi deux matchs à médailles de bronze. Pour la boxe amateur, il n'y a pas de match pour la médaille de bronze ou de repêchage : les demi-finalistes malheureux sont automatiquement médaillés de bronze.
Ce système permet de garantir que les deux athlètes médaillés de bronze auront disputé autant de matchs que les deux finalistes du tableau principal et que les deux adversaires ne se rencontrent pas de nouveau. Cela serait également un moyen de mieux médiatiser le sport[réf. à confirmer].
Les dates d'applications de ce système dans les grandes compétitions sont détaillées.
- Boxe : depuis les Jeux olympiques de 1952 et les premiers championnats du monde de boxe amateur 1974.
- Judo : depuis les premiers championnats du monde de judo 1956 et les Jeux olympiques de 1964.
- Taekwondo : depuis les premiers championnats du monde de taekwondo 1973 et les Jeux olympiques d'été de 2000.
- Lutte : depuis les championnats du monde de lutte 2005 (les premiers combinant la lutte libre et la lutte gréco-romaine) et les Jeux olympiques de 2008.
- Karaté : depuis les premiers championnats du monde de karaté 1970.